# Борроу, Джордж
Джордж Генри Борроу (англ. George Henry Borrow; 1803—1881) — английский писатель и путешественник, известный в своё время знаток цыганской культуры.

## Биография
Джордж Генри Борроу родился 5 июля 1803 года в Кэст-Диргэме, в Норфолке.
С ранней юности вёл бродячую жизнь и одно время проживал среди цыган, благодаря чему выучился хорошо их языку и узнал нравы и обычаи этого народа.
Изучив затем филологию и литературу в университете Эдинбурга, Борроу отправился в 1835 году в качестве агента Королевского географического общества в путешествие и посетил почти все страны Европы и отчасти Африки, знакомясь при этом и изучая, по возможности, языки и наречия встречаемых им народов.
В 1833—1835 годах жил в Петербурге, по поручению Российского Библейского общества занимаясь подготовкой перевода Библии на маньчжурский язык. В 1835 году издал здесь под одной обложкой два сборника «Таргум, или Стихотворные переводы с тридцати языков и наречий» и «Талисман. Перевод с русского языка стихотворения Александра Пушкина. С прибавлением других стихотворений». Покинув Петербург в 1835 году, направился в Португалию и Испанию.
В сочинениях Борроу, явившихся плодом многолетних странствований, большое место занимают цыгане. Первая книга Борроу, «The zincali, or an account of gipsies of Spain» (2 т., Лондон, 1841 год), была встречена очень благожелательно, но подлинную известность писателю принесло его следующее сочинение: «Библия в Испании» (англ., 2 тома, 1843).
Затем Борроу опубликовал ещё две книги о цыганах «Lavengro» (3 т. 1850) и «Romany rye» (1857), составляющие своеобразную автобиографию автора. Сведения Борроу о цыганах использовал Мериме при работе над новеллой «Кармен».
Более поздние путешествия Борроу были направлены на исследования родного края, результатом чего стали книги «Дикий Уэльс, его население, язык и пейзаж» (3 т., 1863) и «Словарь языка английских цыган» (1874).
Джордж Борроу умер 26 июля 1881 года в городе Лоустофт, в графстве Суффолк. Похоронен на Бромптонском кладбище в Лондоне.